# Napoléon Gobert
Pour les articles homonymes, voir Gobert.
Le baron Napoléon Gobert est un philanthrope français né le 29 décembre 1807 à Metz, et mort au Caire le 5 octobre 1833.

## Biographie
Napoléon Jacques Gobert, fils du général Jacques Nicolas Gobert, baron d'empire, et d'Olive Agathe Berthois, a pour parrain l’empereur Napoléon Ier, qui donna son nom le même jour à douze enfants de maréchaux et de généraux, baptisés à la cathédrale Notre-Dame de Paris avec Napoléon-Charles Bonaparte, fils de Louis Bonaparte, roi de Hollande. Son père meurt alors qu'il a cinq ans. 
Le jeune Gobert suit les cours de l’École de droit à Paris ; en 1826 il est signataire avec 165 de ses condisciples d'une pétition hostile au projet de Joseph de Villèle de  rétablissement d'un droit d'aînesse. Sa mère meurt alors qu'il vient d'atteindre sa majorité.
Il participe aux journées de la révolution de 1830 dans les rangs des insurgés, est nommé attaché à l'ambassade de France en Angleterre. Il effectue en 1833 un voyage en Égypte, où il succombe à un accès de fièvre le 5 octobre. 
Il est enterré dans le cimetière du Caire.
Possesseur d’une grande fortune mais de santé fragile, il rédige son testament en avril-mai 1833 ; il déshérite sa famille, et consacre ses biens à des actions philanthropiques. En premier lieu, le baron Gobert fait don à ses fermiers et métayers de Bretagne des biens fonds qu’ils détenaient de lui à loyer, sous la seule obligation de faire apprendre à lire et à écrire à leurs enfants. Par ailleurs, il consacre 200 000 francs pour l’érection d’un monument funéraire pour  son père, dans le cimetière du Père-Lachaise. 
Il lègue enfin le reste de sa fortune à deux des Académies de l’Institut de France, ce capital étant destiné à constituer à chacune une rente annuelle pour attribuer un prix à des historiens : le Prix Gobert pour l'Académie des inscriptions et belles-lettres à l’auteur du « travail le plus savant ou le plus profond sur l’histoire de France ou les études gui s’y rattachent » ; le Grand prix Gobert pour l’Académie française, au « morceau le plus éloquent d’histoire de France »
La famille du baron Gobert attaqua ce testament ; mais elle perdit son procès. L’Institut composa avec elle, et les legs qui lui avaient été faits furent réduits ensemble à 20 000 francs de rente. 
L'Académie française entretient la tombe de Napoléon Gobert au Caire. Les deux Académies ont élevé la tombe du général Gobert au cimetière du Père-Lachaise, réalisée par David d'Angers.

## Hommages
Le rue Gobert ouverte à Paris en 1870 dans le 11e arrondissement  porte son nom ; la ville de Metz a nommé en 1956 une rue Napoléon-Gobert.